# Youssoup Deliev
Youssoup Deliev (ur. 1994) – francuski zapaśnik walczący w stylu wolnym. Brązowy medalista igrzysk frankofońskich w 2017. Wicemistrz Francji w 2016 roku.